# Servizio informazioni del governo olandese
Il Servizio informazioni del governo olandese (in olandese, Rijksvoorlichtingsdienst, abbrev.: RVD) è un'agenzia governativa olandese, che rappresenta il servizio di informazione ufficiale del governo olandese e il portavoce del primo ministro, del Consiglio dei Ministri e della Casa Reale olandese. L'RVD è anche responsabile della fornitura di informazioni pubbliche sulla politica del governo, sul primo ministro e sul Ministero degli affari generali.
Oltre ai suoi doveri di servizio di informazione, è pure deputato a fornire consulenza su pubblicità e comunicazioni a diverse agenzie e alla casa reale, oltre a coordinare tutti i servizi di informazione ministeriale nei Paesi Bassi.

## Livello organizzativo
A livello organizzativo, la RVD è una direzione generale del Ministero degli Affari generali. Si compone delle seguenti sezioni:
- Il personale di gestione.
- Il dipartimento stampa e pubblicità, i cui compiti principali sono il coordinamento delle apparizioni pubbliche dei membri della casa reale.
- Il dipartimento dei servizi di informazione, che è responsabile del passaggio di informazioni in merito alla politica del governo al primo ministro e ai funzionari pubblici del ministero. Questo gruppo raccoglie e analizza i dati 24 ore al giorno da una miriade di fonti (sia pubbliche sia riservate). Comprende anche il gruppo "new media", che amministra i siti web del ministero e della casa reale e il sito web del governo.
- Il dipartimento della politica delle comunicazioni, deputato alla definizione dell'intera politica (strategica) del governo in materia di comunicazioni e del coordinamento della fornitura di informazioni tra i ministeri.
- La direzione pubblica e comunicazione, che è la parte operativa dell'agenzia. Questo dipartimento cerca di migliorare la comunicazione tra il governo e il popolo. Come estensione di esso, è responsabile per i contratti governativi con terzi nell'area delle comunicazioni, gestione, ricerca e sviluppo di mezzi di comunicazione. Il dipartimento è anche responsabile della gestione di "Postbus 51", il canale di informazione pubblica del governo (che diffonde le informazioni del governo attraverso volantini, pubblicità televisive e altri canali pubblicitari).

Come parte delle responsabilità di coordinamento del RVD, il direttore generale del RVD è anche il presidente del Voorlichtingsraad, un incontro di tutti i direttori dei servizi di informazione di tutti i ministeri olandesi.